# Stereopalpus vestita
Stereopalpus vestita is een keversoort uit de familie snoerhalskevers (Anthicidae). De wetenschappelijke naam van de soort is voor het eerst geldig gepubliceerd in 1824 door Say.